# Palicourea awa
Palicourea awa är en måreväxtart som beskrevs av Charlotte M. Taylor. Palicourea awa ingår i släktet Palicourea och familjen måreväxter. Inga underarter finns listade i Catalogue of Life.